# Dieter Dengler
Pour les articles homonymes, voir Dengler.
Dieter Dengler, né à Wildberg (dans le Bade-Wurtemberg, en Allemagne) le 22 mai 1938 et mort à Mill Valley (États-Unis) le 7 février 2001, est un aviateur américain, pilote à la Navy pendant la guerre du Viêt Nam, puis pilote d'essai pour l'aviation civile et pilote de ligne.
Pilote à la Navy, Dieter Dengler est capturé par le Pathet Lao et détenu avec six autres militaires au Laos. Après six mois de torture et d'emprisonnement, il parvient à se libérer et est le premier aviateur américain à réussir à s'échapper de la captivité au cours de la guerre du Viêt Nam. Il a été secouru après 23 jours de fuite.

## Biographie
Dieter Dengler, né en Allemagne et de citoyenneté allemande, décide pendant la Seconde Guerre mondiale de devenir pilote.
À 18 ans, il émigre aux États-Unis et s'enrôle pour deux ans dans l’US Air Force, mais n'obtient pas ses galons de pilote. Après avoir quitté l’US Air Force, il fréquente pendant deux ans le City College of San Francisco puis rejoint l’United States Marine Corps. Après avoir terminé les entraînements de vol, il est affecté en tant que pilote de Douglas A-1 Skyraider dans l'escadrille Attack Squadron 65 (en) sur le porte-avion USS Constellation.
En 1966, Dengler sert au Viêt Nam à bord de l'USS Ranger (CV-61) dans l'escadrille Attack Squadron 145. À cette époque, l'escadron était équipé du Douglas AD-6/A-1H Skyraider, un avion monomoteur d'attaque à hélice. Dans la matinée du 1er février, il décolle du porte-avions avec trois autres pilotes pour une mission d'interdiction à proximité de la frontière laotienne. La visibilité est mauvaise et, après avoir atteint leur objectif, les quatre pilotes se perdent de vue. Dengler est le dernier dans les parages et son Skyraider est frappé par des tirs antiaériens. Il se pose en catastrophe au Laos et est fait prisonnier par le Pathet Lao, puis remis aux soldats de l'armée du Nord-Vietnam. Après avoir été torturé et contraint à la famine enchaîné au fond d'une cage en bambou pendant six mois, il parvient à s'échapper et, après un périple de 23 jours, est secouru par le colonel Eugene Deatrick.

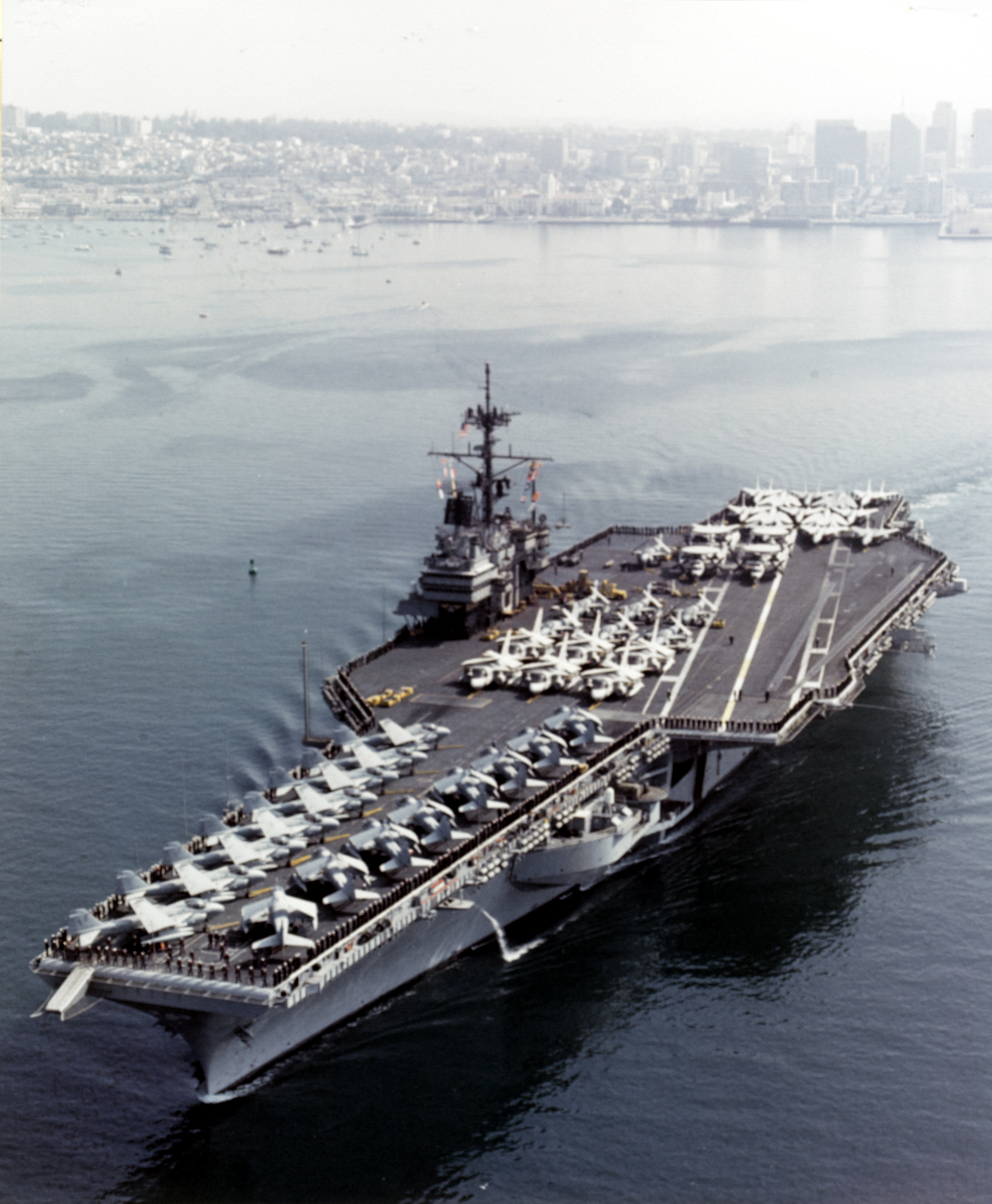
Uss Ranger CV-61.
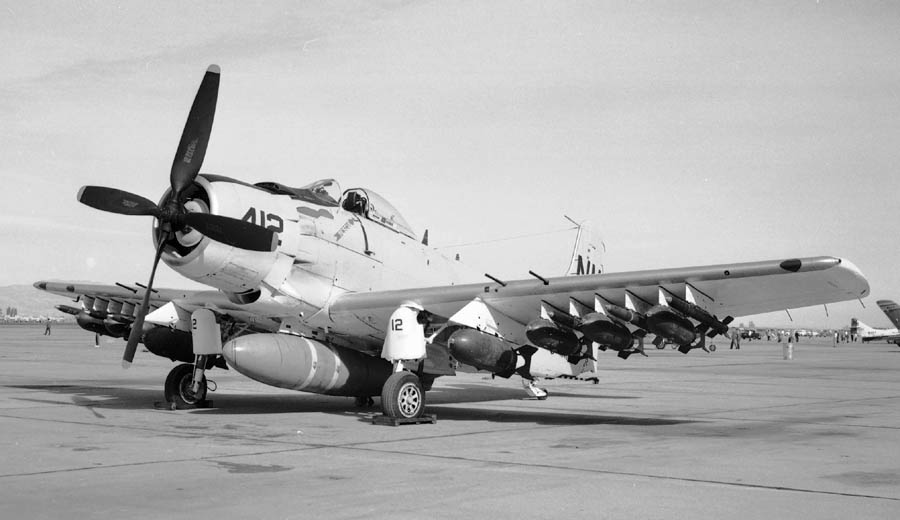
Douglas AD-6 VA-196 Skyraider.
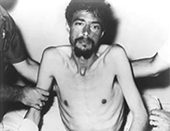
Dieter Dengler à l'hôpital, après son sauvetage. Il ne pesait plus que 44,45 kg.
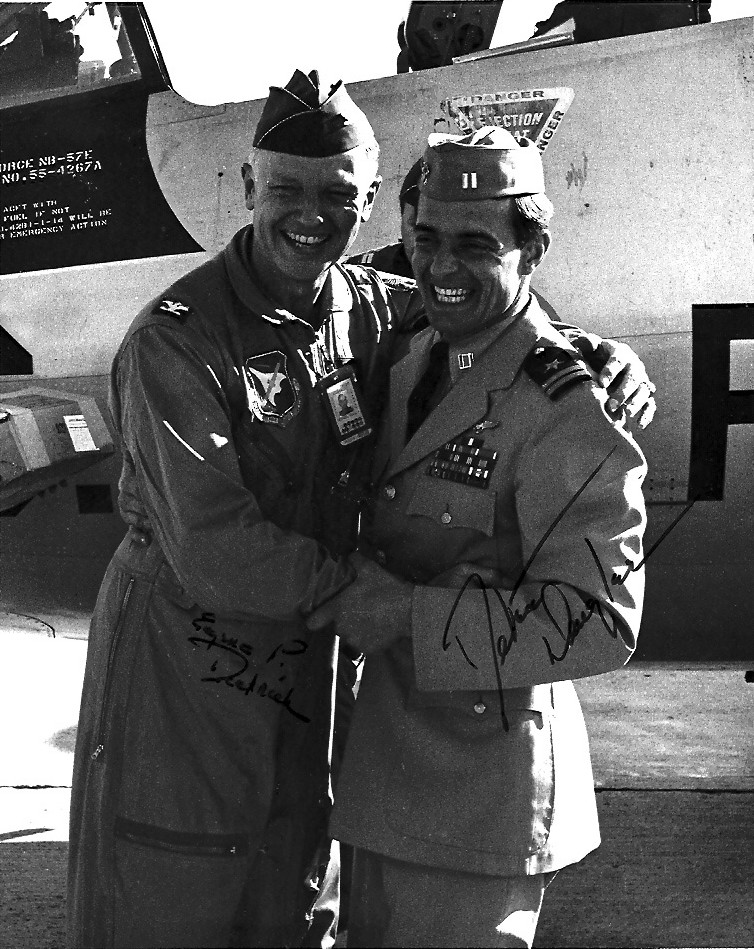
Eugene Deatrick et Dieter Dengler en 1968.

### L'après-guerre
Récipiendaire de nombreux honneurs militaires, Dengler se reconvertit dans l'aviation civile et devient pilote de ligne à la TWA. En 2000, il est atteint de sclérose latérale amyotrophique, une maladie des nerfs incurable et ne peut plus se déplacer qu'en fauteuil roulant. Le 7 février 2001, il se tue par balle. Il est enterré au cimetière national d'Arlington.

## Postérité
L'histoire de Dieter Dengler a été la source de plusieurs œuvres :
au cinéma
- 1988 : We Can Keep You Forever, film documentaire de Christopher Olgiati
- 1997 : Little Dieter Needs to Fly, film documentaire de Werner Herzog
- 2006 : Rescue Dawn, film de Werner Herzog

en littérature
- 1991 : (en) Nigel Cawthorne, The Bamboo Cage : The Full Story of the American Servicemen Still Missing in Vietnam, New York, S.P.I. Books, 1994, 325 p. (ISBN 978-1-56171-241-0, lire en ligne)[2]
- 2010 : Bruce B. Henderson, Hero found : the greatest POW escape of the Vietnam War, New York, NY, HarperCollins, 2010 (ISBN 978-0-06-157136-7)